# عامل التأثير

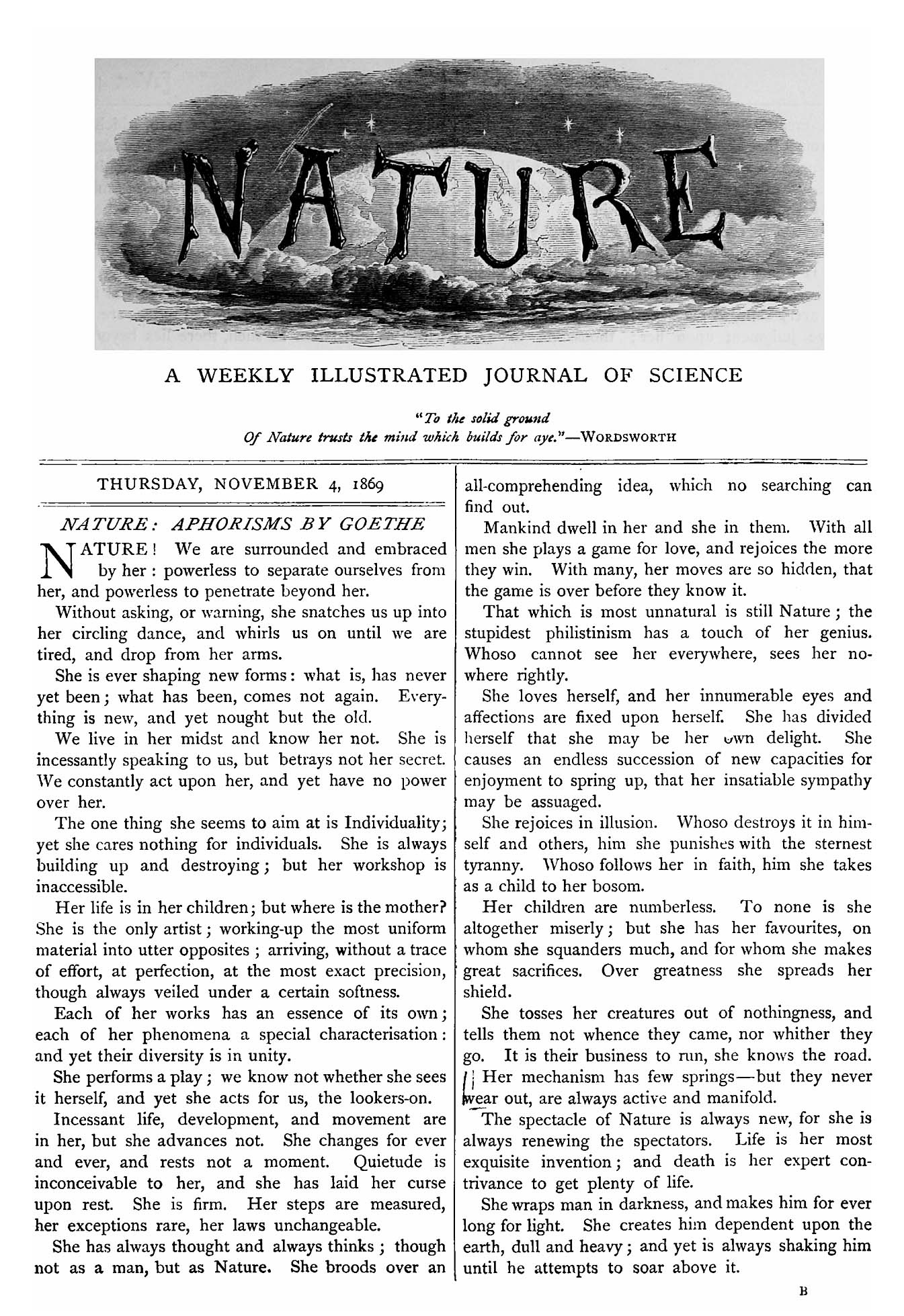

معامل التأثير (بالإنجليزية: Impact factor)‏ هو مقياس لأهمية المجلات العلمية المحكمة ضمن مجال تخصصها البحثي، ويعكس معامل التأثير مدى إشارة الأبحاث الجديدة للأبحاث التي نشرت سابقاً في تلك المجلة والاستشهاد بها، وبذلك تكون المجلة التي تملك معامل تأثير مرتفع مجلة مهمة تتم الإشارة إلى أبحاثها والاستشهاد بها بشكل أكبر من تلك التي تملك معامل تأثير منخفض، وقد تم ابتكار معامل التأثير من قبل إيوجين جارفيلد مؤسس المعهد العلمي للمعلومات ISI، وتقوم بعض المؤسسات حالياً (كـمؤسسة تومسون رويترز) بحساب معاملات التأثير بشكل سنوي للمجلات العلمية المحكمة المسجلة عندها ونشرها في ما يعرف بتقارير الاستشهاد بالمجلات الأكاديمية، والتي يتم فيها تصنيف المجلات بحسب معاملات التأثير.

## طريقة الحساب
معامل التأثير لمجلة ما في سنة معينة هو معدل عدد المرات التي تم الاستشهاد فيها من الأبحاث المنشورة في تلك المجلة خلال السنتين الماضيتين، فإذا كان معامل التأثير لمجلة ما هو 3 في عام 2008 مثلاً تكون الأبحاث التي نشرت في السنوات 2007 و 2006 في تلك المجلة قد تم الاستشهاد بأبحاثها بمعدل 3 استشهادات لكل بحث، ويكون معامل التأثير قد حسب بالشكل التالي:
أ = مجموع عدد الاستشهادات التي تلقتها جميع الأبحاث المنشورة في تلك المجلة خلال سنوات 2006 و 2007
ب = عدد المواد التي يمكن الاستشهاد بها والتي نشرت في أبحاث المجلة خلال الأعوام 2006 و 2007
معامل التأثير = أ\ب
ولا يمكن حساب معامل التأثير لمجلة ما إلا بعد مرور سنتين على تاريخ صدورها وتسجيلها في أحد الفهارس الإلكترونية، وقد تتأثر بعض المجلات بطريقة الحساب هذه عند عدم إصدارها لأي منشورات خلال سنة معينة، حيث أن طريقة الحساب مرتبطة بشكل مباشر بالفترة الزمنية التي تحسب فيها، لذا فإن تقارير استشهادات المجلات تورد أيضاً قيماً لمعامل التأثير محسوبة على فترة خمس سنوات.

## الانتقادات
يواجه معيار معامل التأثير العديد من الانتقادات، فعلاوة على الجدل القائم حول جدوى وجود مقاييس معيارية للاستشهادات أصلاً فإن الانتقادات لمعامل التأثير تتمحور بشكل أساسي حول صحة مدلول هذا المقياس وإمكانية سوء استغلاله ثم الأخطاء التي يمكن أن تتم عند استخدامه.

### صحة المدلول
- يرتبط معامل التأثير ارتباطاً وثيقاً بالمجال العلمي للمجلة التي يعبر عنها، فمثلاً تتراوح نسبة الاستشهاد في أول سنتين من تاريخ نشر البحث بين 1-3 بالمئة في المجلات المتخصصة في الرياضيات والفيزياء، بينما تتراوح بين 5-8 بالمئة في المجلات المتخصصة في علوم الأحياء.[3]
- يعبر معامل التأثير عن معدل الاستشهادات التي يتلقاها لبحث الواحد، لذا فإنه لا يتبع توزيعاً احتمالياً طبيعياً وإنما يتبع توزيع برادفورد كما هو متوقع نظرياً، لذا فإن استخدام المتوسط الحسابي لا يعبر بشكل صحيح عن هذا التوزيع الاحتمالي.
- يمكن للعديد من الأبحاث -خاصة ذات معامل التأثير المنخفض- أن تكون الكثير من استشهاداتها لأبحاث كتبت من قبل نفس مؤلف البحث (وهو ما يعرف بالاستشهاد الذاتي)، ويدور جدل حول مدى تأثير ذلك على صحة مدلول معامل التأثير بشكل عام وقد كتبت عدة أبحاث في ذلك.[4][5][6][7]

### سوء الاستغلال
يمكن للمجلات أن تتبنى بعض السياسات التي ترفع من قيمة معامل التأثير دون رفع المستوى العلمي للمجلة بشكل فعلي.
- يمكن للمجلة أن تقوم بنشر عدد أكبر من الأبحاث ذات الطابع المسحي، والتي تقوم بتصنيف الأبحاث في مجال معين دون تقديم إضافة علمية جديدة، وعادة ما يتم الاستشهاد بهذا النوع من الأبحاث بشكل أكبر بكثير من غيرها من الأبحاث التي تقدم إضافة علمية جديدة مما يرفع من معامل التأثير لهذه المجلة ويرفع ترتيبها ضمن المجلات في مجالها العلمي.
- عند حساب معامل التأثير تتم قسمة مجموع الاستشهادات على عدد المواد القابلة للاستشهاد بها، ويمكن لبعض المجلات أن تقلل من عدد المواد التي تعتبرها قابلة للاستشهاد من أجل تضخيم معامل التأثير، فهناك جدل حول ما يمكن اعتباره قابلاً للاستشهاد وما لا يمكن اعتباره كذلك، كافتتاحية المجلات التي تقوم بعض البحوث بالاستشهاد بها مع أنها قد لا تعتبر مادة قابلة للاستشهاد عند حساب معامل التأثير.
- يمكن للمجلة بطرق ما أن ترفع من نسبة استشهاد الأبحاث التي تنشرها من الأبحاث التي نشرت فيها سابقاً مما يزيد من معامل التأثير.
- قامت إحدى المجلات العلمية المحكمة في عام 2007 بنشر افتتاحية استشهدت فيها بجميع الأبحاث التي نشرت في المجلة في أعوام 2006 و 2005 كنوع من الاحتجاج على طريقة حساب معامل التأثير، فارتفعت بذلك قيمة معامل التأثير لهذه المجلة من 0.66 إلى 1.44، وبسبب هذا الارتفاع تم استبعاد هذه المجلة من تقارير استشهادات المجلات لعام 2008.[8]
- تضمن أحد الأبحاث في عام 2008 عبارة تدعو القراء للاستشهاد به عند ذكر معلومة معينة، مما أدى إلى تلقي هذا البحث أكثر من 6600 استشهاد وارتفاع معامل التأثير للمجلة التي نشرته من 2.051 في عام 2008 إلى 49.962 في عام 2009.[9]

### ردود الأفعال
في عام 2007 أصدرت الجمعية الأوروبية للمحررين العلميين EASE بياناً تنصح فيه باستخدام معامل التأثير (وبحذر) لقياس ومقارنة المجلات العلمية المحكمة فقط، وليس لتقييم أبحاث أو باحثين معينين.